# El bandit
 El Bandit  (títol original en italià: Il bandito) és una pel·lícula italiana dirigida el 1946 per Alberto Lattuada. Presentada al Festival de Cannes el setembre de 1946. Ha estat doblada al català.

## Argument
Fi de la Segona Guerra Mundial. De tornada de captivitat d'Alemanya, dos amics italians tornen al seu país natal... Davant la seva casa bombardejada, Ernesto s'assabenta que la seva mare és morta i que la seva germana Maria ha desaparegut. Pel seu costat, Carlo, ha trobat la seva filla Rosetta davant la seva granja, que li explica com Ernesto, durant la guerra, li ha salvat la vida. Ernesto descobreix al carrer que la seva germana es prostitueix: intenta apartar-la del seu proxeneta, Mirko. Però aquest la mata. Ernesto assassina al seu torn Mirko. Buscat per la policia, Ernesto troba refugi amb Lidia, l'examiga del truà que acaba d'eliminar. Es converteix en el seu amant i en el nou cap de la banda.

## Repartiment
- Amedeo Nazzari: Ernesto
- Carla Del Poggio: Maria
- Carlo Campanini: Carlo
- Anna Magnani: Lidia
- Mino Doro: Mirko
- Eliana Banducci: Rosetta
- Folco Lulli: Andrea
- Mario Perrone: el geperut

## Comentari
Tot i que influït, en la seva primera part, pels mètodes de descripció neorealistes, El bandit  se'n desmarca bastant clarament. "Després del començament, Lattuada relata una elaboració de la realitat que limita amb l'expressionisme ", segons el crític Filippo Maria De Sanctis. "Hi ha més", segueix, "es troba en l'inici una oposició ètica entre el bé i el mal que dona el judici fins i tot abans dels fets." Aquí, apareix una constant en l'obra de Lattuada: la "continuïtat del personatge humiliat i ofès que trobarem a  Il delitto di Giovanni Episcopo , a Angela i Jerry, heroi de Senza pietà, i, sobretot, a Il cappotto que, des d'aquest punt de vista, és l'obra més consumada del cineasta.El bandit  prova, segons Filippo Maria De Sanctis, que el "neorealisme va ser per a Lattuada, més aviat el fruit combinat d'un pensament i d'un estil, una hipòtesi moral i una participació social." (Premier Plan, maig de 1965)

## Paul Éluard iEl Bandit
Espectador al Festival de Canes 1946, el poeta francès Paul Éluard ens revela el seu gust per El Bandit  "malgrat les seves imperfeccions". Escriu: " (...) és cinema expressionista que ens recorda l'insòlit de les pel·lícules mudes i que no tem expressar sentiments que espanten generalment els productors i la censura. Tracta d'un tema que els francesos no han gosat abordar ni després de l'altra guerra, ni després d'aquesta: la tornada d'un presoner amb totes les desil·lusions que tenen lloc, que responen al que ha pogut somiar en la seva captivitat. Es gosa ensenyar en aquesta pel·lícula una resposta tant al seu desig d'una sort millor després dels seus sofriments com als seus somnis eròtics." (a Office professionnel du cinéma, Cannes. 1946)